# Pseudalcis catoriata
Pseudalcis catoriata là một loài bướm đêm trong họ Geometridae.